# Площадь Ленина (Дзержинск)
Пло́щадь Ленина — площадь Дзержинска. Расположена во Втором кольце города.

## История
Площадь расположена во Втором кольце города Дзержинска. Окончательно оформилась в конце 1960-х годов. В середине площади находится сквер с елями. На площади сходятся несколько улиц.

## Примечательные здания и сооружения

### Здания

#### Дворец детского творчества
Является доминантой площади. Здание останавливает на себе взгляд своей мозаикой, оформленной ярко.

#### Памятник Ленину
Находится в южной части площади. Скульптором памятника был А. С. Анисимов, архитектором – Б. С. Нелюбин. Завершает перспективу улиц Маяковского, Кирова и Грибоедова.